# Palladuc
Palladuc is een gemeente in het Franse departement Puy-de-Dôme (regio Auvergne-Rhône-Alpes) en telt 468 inwoners (2005). De plaats maakt deel uit van het arrondissement Thiers.

## Geografie
De oppervlakte van Palladuc bedraagt 13,2 km², de bevolkingsdichtheid is 35,5 inwoners per km².
De onderstaande kaart toont de ligging van Palladuc met de belangrijkste infrastructuur en aangrenzende gemeenten.

## Demografie
Onderstaande figuur toont het verloop van het inwonertal (bron: INSEE-tellingen).